# 2024年航空
此條目列出2024年發生有關航空運輸的事件。

## 事件

### 1月
- 1月2日：日本東京羽田機場發生撞機事件，導致5人死亡15人受傷，其中一人重傷。
- 1月4日：一架隶属于第28轰炸联队（英语：28th Bomb Wing）的B1B戰略轟炸機在南达科他州拉皮德城的埃尔斯沃思空军基地（英语：Ellsworth Air Force Base）附近坠毁[1]。
- 1月5日：阿拉斯加航空一架波音737MAX客機在空中發生緊急門飛脫，並緊急折返波特蘭國際機場，沒有乘客受傷。
- 1月14日：美国芝加哥奥黑尔国际机场发生撞机事件。
- 1月14日：一架A-50預警機在亚速海坠毁[2]，同时一架伊爾-2攻擊機也被击中[3]。
- 1月16日：新千岁机场发生剐蹭事件。[4]
- 1月21日：俄机在巴基斯坦巴达赫尚省坠毁，机上共6人。[5]

### 2月
- 2月6日：智利前总统塞瓦斯蒂安·皮涅拉驾驶的罗宾逊R44 Raven II直升机失控坠入智利兰科湖。導致皮涅拉遇难，机上其他三人生还。[6]

### 3月
- 3月12日：一架俄罗斯空軍伊尔-76军用运输机在别尔哥罗德附近因发动机起火而坠毁。机上15人全部遇难。[7]

### 4月
- 4月18日：位於西加里曼丹省山口洋市的山口洋機場投入服務。

### 5月
- 5月19日：2024年瓦尔扎甘直升机坠毁事故，一架载有伊朗总统易卜拉欣·莱希、外交部长侯赛因·阿米尔-阿卜杜拉希扬、东阿塞拜疆省省长马利克·拉赫马提和东亞塞拜然最高领袖代表穆罕默德-阿里·阿勒哈希姆的贝尔212型直升机在伊朗东阿塞拜疆瓦尔扎坎市附近坠毁。无人生还。[8]
- 5月27日：因應發生2024年巴西南里奧格蘭德州洪災，阿雷格里港機場自5月3日起暫時關閉。巴西航空宣佈部分航班將改於卡諾亞斯空軍基地（英语：Canoas Air Force Base）起飛，而一間鄰近的購物中心將作為辦理登機手續以及其他客運大樓的設施[9][10]。同時，亦有不少飛機因洪災受損[11][需要較佳来源]。

### 6月
- 6月7日：一架由前美国国家航空航天局宇航员、美国空军飞行员威廉·安德斯（标志性 《地出》照片的作者）在駕駛T-34教練機飛越華盛頓州聖胡安群島時，飛行途中墜入普吉特海灣。安德斯在坠机中不幸遇难。[12]
- 6月10日：2024年奇坎加瓦多尼爾228墜毀事故，马拉维空军一架载有马拉维副总统索洛斯·奇利马、前第一夫人帕特里夏·沙尼尔·穆卢齐和其他七名乘客的多尼尔228型飞机在恩卡塔貝縣奇坎加瓦森林保护区坠毁，机上九名乘客全部遇难。[13]

### 7月
- 7月24日：2024年尼泊尔太阳航空空难，尼泊爾太阳航空运营的一架庞巴迪CRJ-200型飞机在尼泊尔加德满都特里布万国际机场起飞后不久坠毁，机上19人中有18人遇难。[14][15]

### 8月
- 8月8日：位於新疆維吾爾自治區昌吉回族自治州奇台縣西北灣鎮的奇台江布拉克機場啟用。
- 8月9日：VoePass航空2283号班机空难，巴西VoePass航空一架載有57名乘客和4名机组人员共61人的ATR 72-500客機墜毀，機上人員全數罹難。[16]
- 8月12日：新加坡航空宣布将限时重新引入A380执飞新加坡樟宜-東京成田航线。[17]
- 8月22日：泰国飞行服务209号班机空难，泰国飞行服务航空的一架塞斯纳-208型客机坠毁于北柳府，機上9人全數罹難。[18]

### 9月
- 9月18日：阿拉斯加航空集團宣布已完成夏威夷航空的收購。[19]
- 9月28日：巴基斯坦马里石油有限公司（英语：Mari Petroleum）一架Mi-8直升機因引擎故障在巴基斯坦北瓦济里斯坦墜毀，造成6人死亡，8人受傷。[20]

### 10月
- 10月1日：印度亞洲航空与印度快運航空合并后正式停止运营，並移交全部机队。[21]
- 10月21日：蘇丹快速支援部隊在苏丹达尔富尔上空击落了一架伊尔-76。五名乘客全部遇难。[22]
- 10月26日： 捷克航空停止运营，成为其母公司Smartwings旗下的控股公司。[23]

### 11月
- 11月9日：Total Linhas Aéreas 5682航班（英语：Total Linhas Aéreas Flight 5682）在巴西發生機艙火災，機組人員成功緊急降落並安全撤離，雖然飛機被火災摧毀，但兩名機組人員無大礙。[24]
- 11月25日：DHL5960號班機空難。一架DHL的波音737-400貨機立陶宛的住宅区坠毁，造成1人死亡和3人受伤。[25]
- 11月28日：香港國際機場第三條跑道正式投入服務。
- 11月28日：努克機場跑道擴建至2200米並新建客運大樓，乘客自此不再需要在康埃卢苏阿克机场轉乘接駁機前往努克。

### 12月
- 12月25日：發生阿塞拜疆航空8243號班機空難，導致機上38人死亡，29人生還。[26]
- 12月29日：發生濟州航空2216號班機空難，造成179人死亡，2人受傷。[27]